# Жылтыр
Жылтыр (каз. Жылтыр) — село в Шалкарском районе Актюбинской области Казахстана. Административный центр Челкарского сельского округа. Код КАТО — 156447100.

## Население
В 1999 году население села составляло 786 человек (410 мужчин и 376 женщин). По данным переписи 2009 года, в селе проживало 698 человек (358 мужчин и 340 женщин).